# ニッカカフェグレーン
ニッカカフェグレーンは、ニッカウヰスキーが製造し、アサヒビールが販売している純国産グレーンウイスキー（日本洋酒酒造組合の定めるジャパニーズ・ウイスキーの表示基準に合致した商品）である。本項では便宜上、姉妹品でもあるグレーンウイスキーのニッカカフェモルト（ニッカカフェグレーンと異なり原材料の一部に国外産の原酒も使用されているため、日本洋酒酒造組合の定めるジャパニーズ・ウイスキーの表示基準に合致しないワールド・ウイスキー、またはジャパンメイドウイスキー扱いとなる商品）についても言及する。

## ニッカカフェグレーン
ニッカカフェグレーンは、世界的に見ても珍しくなったと言われている「カフェ式連続式蒸留機」において製造されたグレーンウイスキーである。
カフェ式では製造効率の面では劣るものの、原料本来の味が現在主流の蒸溜機よりも残るとされ、ニッカウヰスキーでは現在でも現役で稼働している。
ニッカカフェグレーンは、2012年にフランスを中心にヨーロッパで先行販売。2013年6月から日本でも販売された。
そのまろやかな口当たりと独特の甘さは、ロックやストレートで飲まれている他に、ウイスキーベースのカクテルの材料としても使われている。
その味わいは、世界的なウイスキーなどの酒類の品評会として知られているインターナショナル・スピリッツ・チャレンジの2013年金賞を受賞した。
近年のウイスキーブームの影響でウイスキーとその製造に必要な原酒の安定供給が難しくなったという理由のため2019年2月下旬の出荷分を以って店頭在庫切れになり次第、一旦休売となったが、同年11月以降より順次、販売を再開した。

## ニッカカフェモルト
ニッカカフェモルトはニッカウヰスキーによる「カフェ式連続式蒸溜機」で製造され、原材料に小麦やトウモロコシなどの穀物を一切使用せず、大麦麦芽を100%使用した異色のグレーンウイスキーである。通常のグレーンウイスキーは、穀物を原料に、連続式蒸留機によって効率よく、軽い風味のアルコールとするのに対し、ニッカカフェモルトはグレーンウイスキーでありながら、大麦麦芽のみを使用し、さらに旧型のカフェ式連続式蒸留機を用いることによって、大麦の風味をほどよく残した独自のグレーンウイスキーとなっている。
ニッカカフェモルトは、2013年にフランスを中心にヨーロッパで先行販売。2014年6月から日本でも販売された。
その味わいは、イギリスのスピリッツ専門誌「THE SPIRITS BUSINESS」において、2014年の「THE MOST INNOVATIVE SPIRITS LAUNCH OF 2014」に選ばれた。
その味わいは、世界的なウイスキーなどの酒類の品評会として知られているインターナショナル・スピリッツ・チャレンジの2017年グレーンウイスキー部門カテゴリーの最高賞であるトロフィーを受賞した。
こちらも上記のカフェグレーン同様、ウイスキーとその製造に必要な原酒の安定供給が難しくなったという理由のため2019年2月下旬の出荷分を以って店頭在庫切れになり次第、一旦休売となったが、同年11月以降より順次、販売を再開した。

## ラインナップ
- 現行品
  - ニッカカフェグレーン（1期・2013年6月-2019年3月、2期・2019年11月 - ） - 700ml
  - ニッカカフェモルト（1期・2013年6月-2019年3月、2期・2019年11月 - ） - 700ml
- 終売品
  - シングルカフェモルト12年 (2007年11月22日-終売年不明) - 700ml、3027本限定[7]
  - カフェ式蒸溜グレーンウイスキー (1991年7月-1997年9月)- 500ml[8]

## ニッカウヰスキーとカフェ式連続式蒸溜機

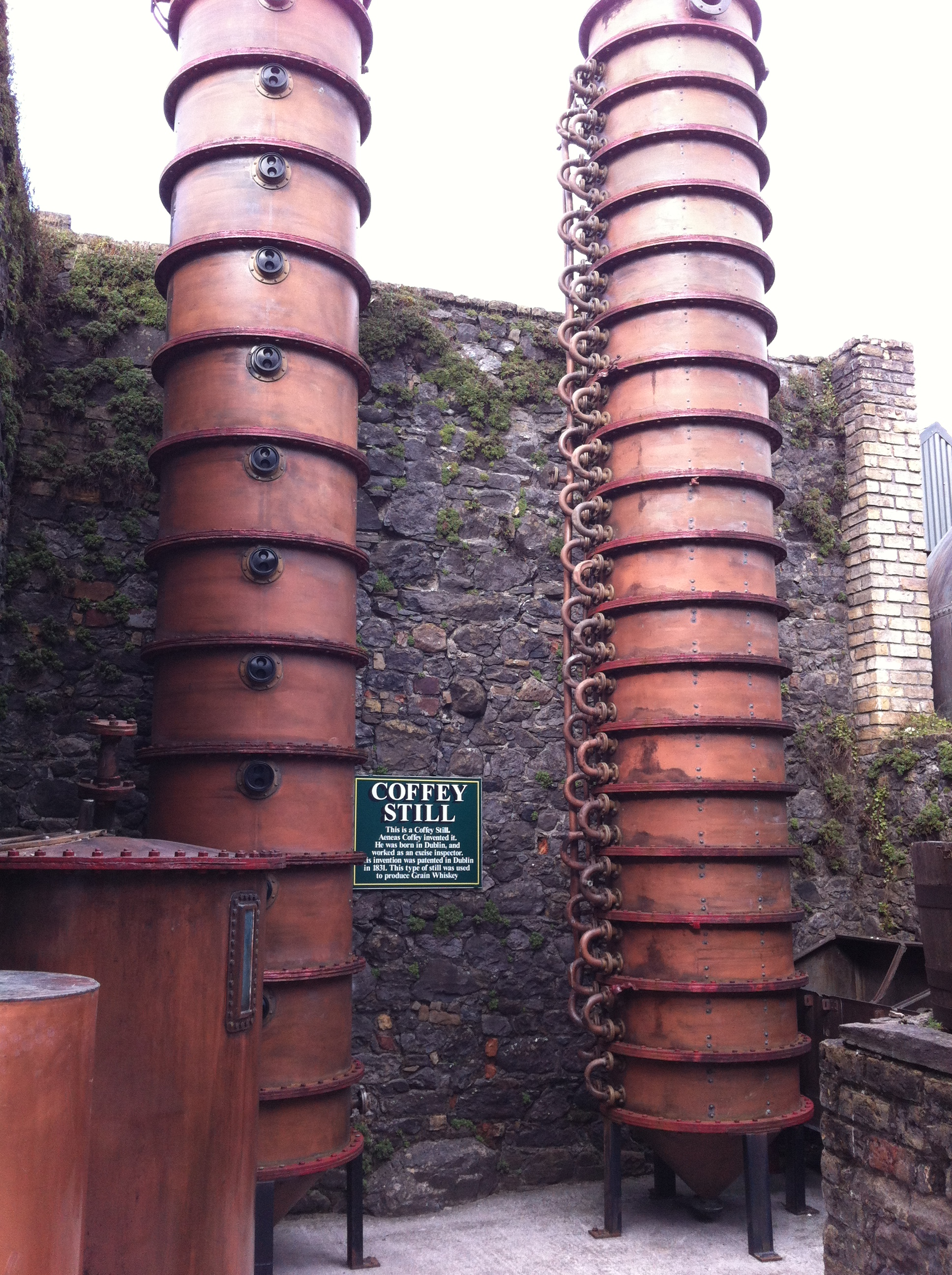
キルベガン蒸留所で使われていたカフェ式連続式蒸溜機。現在は屋外に展示されている。

ニッカウヰスキーがカフェ式連続式蒸溜機を導入したのは、1963年の事である。前年に創業者である竹鶴政孝がヨーロッパに視察に行った時、購入したもので、自身の工場にカフェ式蒸溜機を導入する事が、かつて竹鶴がスコットランドに留学していた時からの夢であったという。当時から見ても旧式の蒸溜機であり、高さも4階建てほどのビルくらいの高さはある巨大なものであった。初めはニッカウヰスキーの西宮工場に導入された。
1965年にこのカフェ式連続式蒸溜機で作ったグレーンウイスキーをブレンドした「新ブラックニッカ」が発売されると、たちまち人気商品になった。1967年にはカフェ式連続式蒸溜機の二号機を導入した。その後、このカフェ式連続式蒸溜機は仙台工場(宮城峡蒸溜所)に移設された。
1999年から当地で稼働して、このカフェ式連続式蒸溜機で製造されている原酒はニッカカフェグレーンやニッカカフェモルトの他にニッカウヰスキーで製造されているブレンデッドウイスキーや焼酎やジン、ウォッカなどの元にも使われており、蒸留機は未だに現役である。
カフェ式連続式蒸溜機は手間がかかるため、現在では本場のスコットランドでもほとんどないと言われている。一方日本では、ライバルのサントリーが2022年に知多蒸溜所にカフェ式連続式蒸留機を導入している。

## 外部サイト
- ニッカカフェグレーン公式サイト
- ニッカカフェモルト公式サイト